# Cần Thơstadion
Het Cần Thơstadion (Vietnamees: Sân vận động Cần Thơ) is een multifunctioneel stadion in Cần Thơ, een stad in Vietnam. 
Dit stadion wordt aanvankelijk gebouwd tijdens de Franse Koloniale tijd, maar grondig gerenoveerd in 1981. Het stadion wordt vooral gebruikt voor voetbalwedstrijden, de voetbalclub XSKT Cần Thơ F.C. maakt gebruik van dit stadion. Verder ligt om het grasveld een atletiekbaan. In 2012 werd het stadion weer gerenoveerd en dit keer werd het toeschouwersaantal verminderd van 50.000 tot 44.398 toeschouwers op dit moment.